# David Mendoza Díaz
Juan David Mendoza Díaz (* 25. Mai 1978 in Mexiko-Stadt; † 31. Oktober 2008 in Zapopan, Jalisco), auch bekannt unter dem Spitznamen Magic, war ein mexikanischer Fußballspieler auf der Position eines Abwehrspielers. 

## Laufbahn
Seinen ersten Profivertrag erhielt Mendoza 1998 bei Atlas Guadalajara. Nach zwei Jahren wechselte er für eine Halbsaison zum Club León und anschließend zum Hauptstadtverein CD Cruz Azul, bei dem er die nächsten anderthalb Jahre tätig war. Anschließend war er für jeweils eine Spielzeit für den Club Deportivo Guadalajara (2002/03), die Tiburones Rojos Veracruz (2003/04), die Dorados de Sinaloa (2005/06) sowie noch einmal für die Tiburones Rojos Veracruz (2006/07) im Einsatz. 

## Tod
Nach einem am 31. Oktober 2008 ausgetragenen Erstligaspiel im Estadio Tres de Marzo zwischen den Tecos de la UAG und dem Club América, das der Gast aus der Hauptstadt mit 3:1 gewann, wurde Mendoza auf dem Parkplatz vor dem Stadion von Unbekannten erschossen. Er befand sich zu jener Zeit mit vier anderen Personen in seinem Auto, von denen einer Miguel Zepeda, sein ehemaliger Mannschaftskamerad bei Atlas, war. Die anderen drei Personen erschienen später auf einer Drogenliste im Zusammenhang mit Raúl Flores Hernández, der in Verbindung mit dem langjährigen mexikanischen Nationalspieler Rafael Márquez stand. Einer der drei Männer war sein Sohn Saúl Flores Castro; ein anderer war Omar Caro Urias, ein Sohn von Rafael Caro Quintero, einem der Gründer des Guadalajara-Kartells, und der dritte Mann war Víctor Manuel Carranza Zepeda, ein Verwandter von Miguel Zepeda. 